# Don Quijote (ballet)
Don Quijote es el nombre de varios ballets creados por distintos coreógrafos y músicos, pero en la actualidad se refiere casi exclusivamente a la versión con coreografía y libreto de Marius Petipa y música de Ludwig Minkus, con prológo y tres actos, que fue estrenada el 26 de diciembre de 1869 en el Teatro Imperial de Bolshói de Moscú, Rusia, y que, con algunas variaciones, sigue representándose actualmente.
La obra de Petipa se basa libremente en la novela Don Quijote de la Mancha, de Miguel de Cervantes, y en particular en las «bodas de Camacho» (Gamache en el ballet), episodio narrado en el capítulo XIX de la segunda parte, en el que se relata el romance entre el barbero Basilio y la joven Quiteria (Kitri en el ballet).

## Música
Ludwig Minkus, de origen austriaco, ya había compuesto música para el ballet Paquita, estrenado en París en 1846. Nada más trasladarse a Rusia, en 1869, comenzó su colaboración con el coreógrafo Marius Petipa. Del primer año de trabajo conjunto salió el ballet Don Quixot, que fue estrenado ese mismo año en el Teatro Bolshói y repuesto posteriormente en San Petersburgo. La música que realizó Minkus para los ballets estaba adaptada a los requerimientos de los coreógrafos que encargaban la obra; generalmente eran piezas muy rítmicas, de fácil comprensión y con temas muy melódicos.
En las representaciones del ballet de Petipa a partir del siglo XX, la mayoría de las compañías de ballet reducen la obra a un prólogo y tres actos, por lo que solo se utiliza parte de toda la pieza musical compuesta por Minkus.

## Argumento
El argumento original de la obra coreográfica de Marius Petipa consta de un prólogo y cuatro actos. Posteriormente la mayoría de las adaptaciones han modificado la estructura original a un prólogo y tres actos.

### Argumento original
El argumento original del ballet se puede resumir así:

#### Prólogo
Don Quijote está en su estudio, leyendo libros de caballería. Trastornado por lo que lee, decide armarse caballero andante. Le pide a su criado Sancho Panza que lo vista con una armadura y sale en busca de aventuras.

#### Primer acto
En la plaza de un mercado en Barcelona, España, la joven Quiteria es obligada por su padre, el mesonero Lorenzo, a comprometerse en matrimonio con Camacho, el hombre rico del pueblo, pero Quiteria ama al barbero Basilio. Don Quijote llega al pueblo y confunde a Quiteria con su amada ideal, Dulcinea.

#### Segundo acto
Don Quijote desafía a Camacho por la mano de la bella Quiteria, pero se burlan de él y lo echan del pueblo. Basilio finge suicidarse y pide como último deseo casarse con Quiteria. Su padre accede, y entonces Basilio deja de fingir y se une finalmente con ella. Don Quijote, tras su expulsión del pueblo, llega a un campamento gitano y le rinde honores al rey de los gitanos.

#### Tercer acto

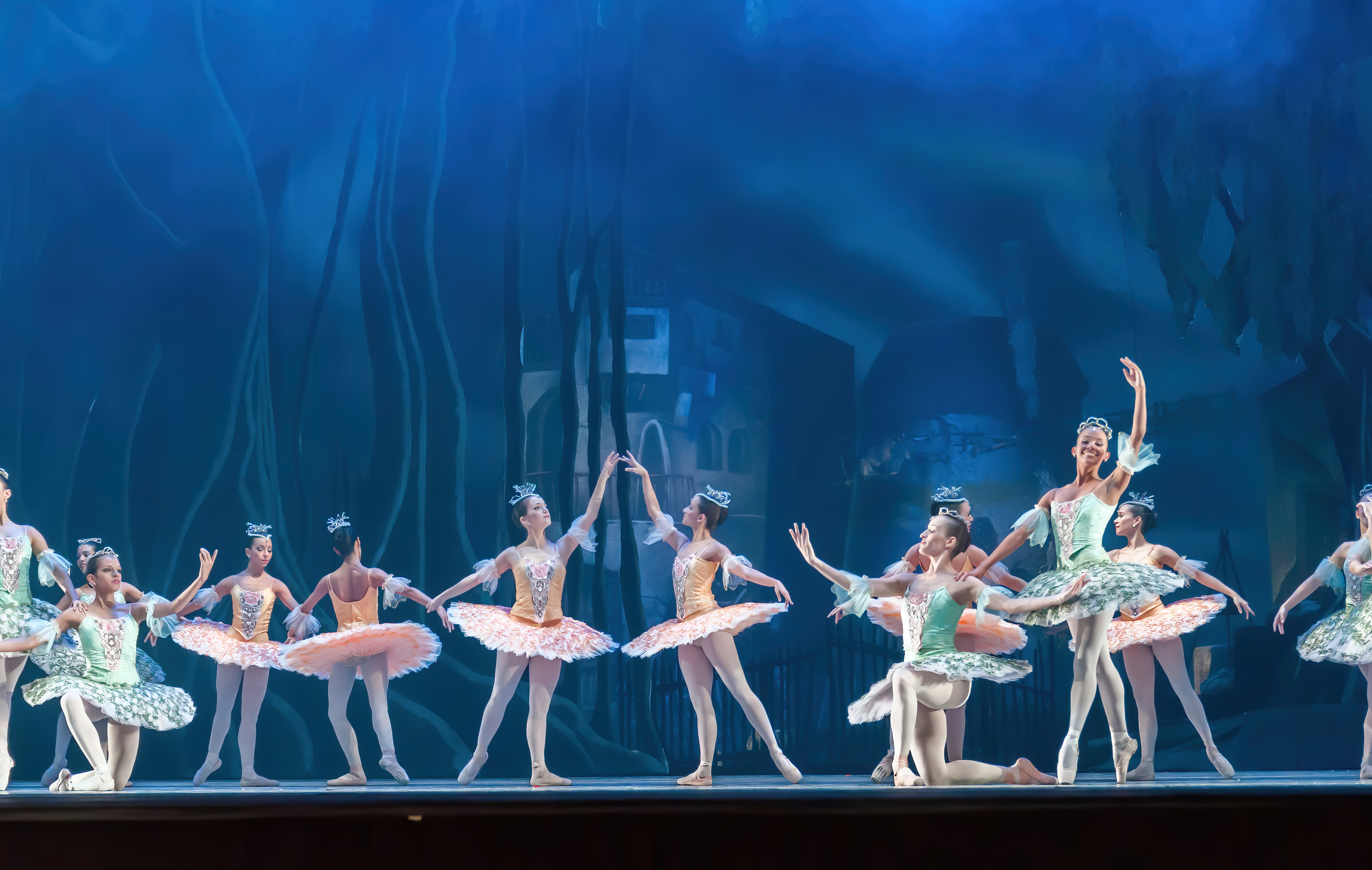
Don Quijote. En el bosque de las hadas. Teatro Teresa Carreño, Caracas, 2013

Don Quijote descansa en un bosque para recuperarse de sus heridas en la pelea con los molinos. Se queda dormido y sueña que está en el jardín de su amada Dulcinea, junto a las hadas del bosque. Pelea contra una araña gigante, sale vencedor y por fin puede ver a su amada, pero el sueño se desvanece. Al despertar, se encuentra con un duque y su corte, quien lo invita a su castillo.

#### Cuarto acto
En el castillo del duque se preparan grandes fiestas en honor a Don Quijote. El Caballero Luna de Plata desafía a Don Quijote y lo vence. No es otro que su gran amigo, el bachiller Sansón Carrasco, quien, preocupado por el caballero andante, le solicita que envaine su espada y deje sus andanzas. Don Quijote depone las armas y regresa a casa.

### Argumentos posteriores

#### Prólogo
Don Quijote está en su estudio, leyendo libros de caballería y cae dormido. En sus sueños ve a su amada Dulcinea. Al despertar, trastornado por lo que leyó, decide armarse caballero andante. Le pide a su criado Sancho Panza que lo vista con una armadura y sale en busca de aventuras.

#### Primer acto
En la plaza de un mercado en Barcelona, España, la joven Quiteria es obligada por su padre, el mesonero Lorenzo, a comprometerse en matrimonio con Camacho, el hombre rico del pueblo, pero Quiteria ama al barbero Basilio. Don Quijote llega al pueblo y confunde a Quiteria con su amada ideal, Dulcinea. Quiteria y Basilio huyen juntos.

#### Segundo acto
Quiteria y Basilio llegan a un campamento gitano, son recibidos por el jefe de los gitanos a quien cuentan sus andanzas. Los gitanos los acogen y entonces aparece Don Quijote con Sancho; los gitanos lo invitan a los bailes y teatros de títeres, y Don Quijote, en su locura, confunde a los títeres con soldados enemigos y a los molinos de viento con gigantes hostiles. Pelea con los molinos y cae desmayado, todos huyen dejándolo solo, y sueña que está en el jardín de su amada Dulcinea, junto a las hadas del bosque. Al despertar de su sueño está su amigo Sancho esperándolo y continúan sus aventuras.

#### Tercer acto
A la taberna del pueblo llegan Basilio y Quiteria a saludar a los amigos. Entran Lorenzo y Camacho buscando a Quiteria, la encuentran y Lorenzo le recuerda su compromiso de boda con Camacho. De pronto entra un desconocido, que no es más que Basilio, y en un ataque de supuesta locura finge suicidarse y pide como último deseo casarse con Quiteria. Su padre accede, y entonces Basilio deja de fingir y se une finalmente con ella. 
En la plaza del pueblo se celebran las bodas de Quiteria y Basilio.

## Versiones
La primera coreografía basada en el relato de Cervantes fue creada en 1786 por el bailarín francés, profesor de ballet y creador del ballet moderno Jean-Georges Noverre, y fue estrenada en Viena con música de Josef Starzer. Otras versiones notables son las siguientes:
| Nombre               | Coreografía           | Música           | Estreno        | Año  |
| -------------------- | --------------------- | ---------------- | -------------- | ---- |
| Dom Quichotte        | Jean-Georges Noverre  | Josef Starzer    | Austria        | 1786 |
| Les noces de Gamache | Louis Millon          | n/d              | Francia        | 1801 |
| Don Quixot           | Charles Louis Didelot | n/d              | Rusia          | 1809 |
| Don Chisciotte       | Salvatore Taglioni    | n/d              | Italia         | 1844 |
| Don Quixote          | Paolo Taglioni        | Strebinger       | Alemania       | 1850 |
| Don Quixot           | Marius Petipa         | Ludwig Minkus    | Rusia          | 1869 |
| Don Quixot           | Aleksandr Gorski      | Ludwig Minkus    | Rusia          | 1900 |
| Don Quixot           | Laurent Nóvikov       | Ludwig Minkus    | n/d            | 1924 |
| Don Quixote          | Ninette de Valois     | C. Gerhard       | Reino Unido    | 1950 |
| Don Quixot           | Georges Gué           | Ludwig Minkus    | Finlandia      | 1958 |
| Don Quixote          | George Balanchine     | Nicholas Nabokov | Estados Unidos | 1965 |
| Don Quixote          | Rudolf Nuréyev        | Ludwig Minkus    | Austria        | 1966 |

## Influencia de la danza española en el Don Quijote de Marius Petipa

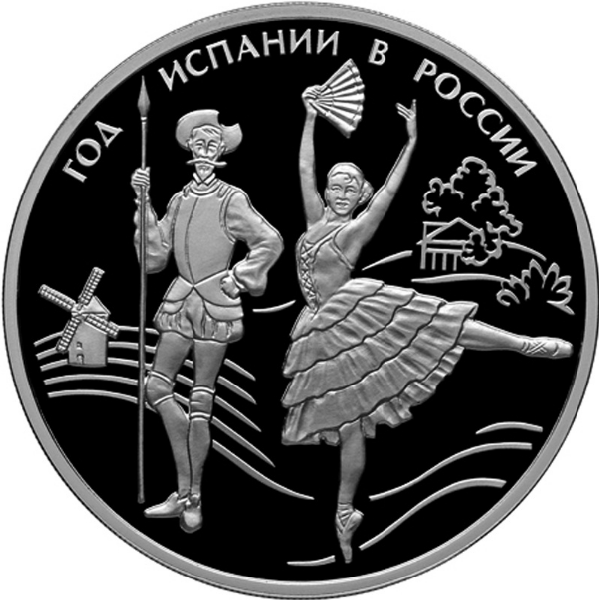
Moneda de plata del Banco de Rusia representando el ballet Don Quijote, conmemorativa del Año de España en Rusia y Año de Rusia en España. 2011

El don Quijote de Petipa es ampliamente considerado como el ballet más representativo del baile español, por contener tantos bailes de carácter y demi-carácter español, como estilizando el baile español y de flamenco, pero logrando mantener todo dentro del contexto del ballet clásico. El legado artístico cultural que Petipa cosechó a raíz de su beneficiosa estancia en España le ha posicionado como el coreógrafo de mayor número de coreografías y variaciones de temática española en la historia del ballet.
Algunas de las Danzas que podemos presenciar en Don Quijote son el bolero, seguidilla, fandango, bailes gitanos, y morena.

### Las principales características de Don Quijote
- Quiteria: la técnica es muy limpia y precisa, tiene un gran virtuosismo de saltos y giros, fuerza y mucha picardía. En este personaje podemos ver donde se le introduce las castañuela y el abanico.
- Basilio: sus variaciones son ricas en saltos grandes, usa la guitarra como complemento del estilo español, y tiene una personalidad pícara y de seductor.
- Amigas: Apoyan la escena entre Quiteria y Basilio tanto en coreografía como en mimo, Sus variaciones tienen saltos y giros con el estilo característico.
- Mercedes: representa la figura femenina que acompaña a Espada, tiene un gran virtuosismo y elegancia.
- Espada: la capa característica de este personaje y sus pasos son de mucho carácter y acento.

#### Aspecto Estilísticos
Es un ballet romántico de carácter fuerte al estilo español en el que usan la técnica rusa. El 1.er y 3er acto son terrenales, mientras que el segundo es blanco por la aparición de Cupido y las dríadas, son ninfas, repartidas en dos hileras: de la una hilera era guía el dios Cupido, y de la otra, el Interés.
El cuerpo de baile, las solistas y de nuevo el espacio, aportan claves técnicas y estéticas del ballet romántico, estilo que no se conseguía olvidar, uniendo una vez más al ballet y a la literatura como una interrelación con rasgos en común que las entrelazan en una misma clave romántica.

#### Aspecto Técnicos
El ballet está lleno de complejas variaciones de los protagonistas, aunque también hay cierta dificultad en el cuerpo de baile. Las variaciones son cargadas. Se destaca el bolero y el fandango, bailes típicos españoles que le dan gran importancia a la obra y vitalidad, ya que posee muchas torsiones de hombros y sus torsos casi tocan el suelo. Sin embargo, el papel de Quijote y Sancho Panza no posee ninguna complejidad técnica, aunque si expresiva. El  papel del torero y los toreros del cuerpo de baile, es complejo debido a que los bailarines tienen que moverse a la vez que mueven la capa, por tanto tienen que tener bastante dominio sobre ella. 
Resaltar las complejas variaciones del segundo acto, cuando aparecen las dríadas. También destacar la coda del tercer acto que tuvo y tiene un gran éxito, sobre todo cuando Quiteria realiza los 32 fouettés. Podemos apreciar la claridad entre los pasos y movimientos de los bailarines. Esta cuenta con variantes de las danzas tradicionales españolas.

#### Aspectos expresivos
El ballet  tiene pantomima.  Sancho Panza tiene un rol  lleno de matices y comicidad, al igual que el papel del Quijote. Todos los personajes tienen ese carácter español, principalmente Quiteria y Basilio.

#### Aspectos estéticos
La escenografía respeta el carácter del siglo XIX con telones y decorados muy clásicos, al igual que el vestuario, donde lo español está algo más reforzado en su diseño. En el primer acto se muestra en el pueblo, en el segundo observamos que hay en escena un molino y luego se vuelve a mostrar el pueblo, al igual que en el tercer acto. Es una obra cargada de colorido y de música alegre haciendo uso de panderetas, castañuelas y abanicos, también aparece el torero con su capa.
En este primer acto, las bailarinas visten un poco pueblerinas con vestidos hasta la altura por debajo de la rodilla y con un poco de escote, los bailarines con pantalones o medias, un chaleco y las zapatillas excepto algunos personajes como es el padre de Quiteria que lleva botas. Para las danzas de carácter se realiza generalmente con zapatos con un pequeño tacón y/o botas con suela de gamuza. En cuanto a Quiteria, lleva puesto un vestido y una rosa en su tocado para destacar. En contraposición con el segundo acto que explora la sensibilidad romántica y se acerca a la fantasía, haciendo referencia al mundo etéreo y hacen uso de tonalidad suave, oro y seda, y también hacen uso de arco, carcaj y saetas. En el tercer acto, puesto que los protagonistas se van a casar, se visten de blanco, Quiteria con un tutú blanco y Basilio con unas medias y chaleco blanco, las demás bailarinas del cuerpo de baile, esta vez llevan tutú en vez de falda y algunas bailarinas hacen uso de peinetas españolas.